# Okanagan Lake
Okanagan Lake ist ein langer, schmaler Binnensee in der kanadischen Provinz British Columbia. 

## Lage
Der etwa 135 km lange und 4–5 km breite See mit einer Oberfläche von 351 km² schlängelt sich im südlichen Teil von British Columbia durch das Okanagan-Becken und geht rund 55 km vor der Grenze zum US-Bundesstaat Washington in den gleichnamigen Fluss über.
Die größte Stadt am Ufer des Sees ist mit 117.312 Einwohnern Kelowna, die sich Anfang des 20. Jahrhunderts entwickelte, als zahlreiche Europäer das Tal besiedelten. Die Bewohner entlang des Sees, darunter viele deutschstämmige Kanadier, leben insbesondere vom Fremdenverkehr sowie von der Land- und Forstwirtschaft. Insbesondere in Kelowna entwickelte sich zudem ein ertragreiches Dienstleistungsgewerbe. Die Gegend ist innerhalb von Kanada insbesondere für den Anbau von Obst und Wein bekannt.
Der Legende nach lebt im Okanagansee das Seeungeheuer Ogopogo.

## Inseln
- Rattlesnake Island (Okanagansee)